# Dajabón

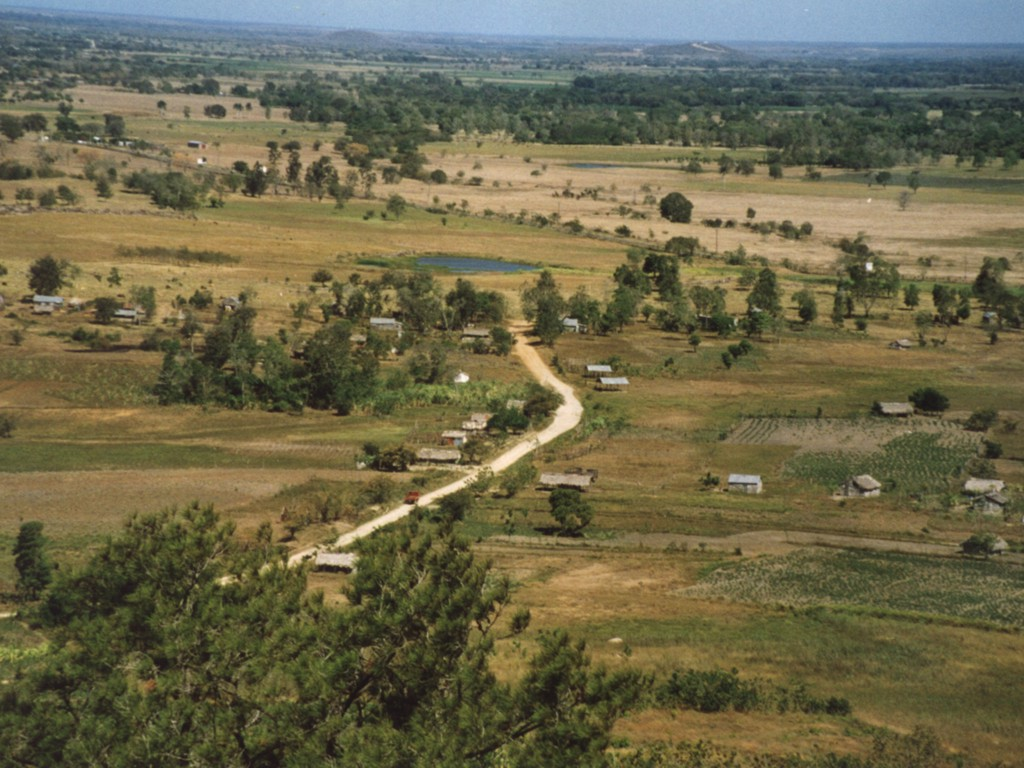
Landschaft in der Provinz Dajabón

Dajabón ist eine Provinz im Nordwesten der Dominikanischen Republik. Sie wurde 1938 von der Provinz Monte Cristi abgetrennt und trug bis 1961 den Namen Libertador.

## Geografie
Der Süden der Provinz wird von der Corillera Central bestimmt. Im Westen wird die Provinz Dajabón durch den gleichnamigen Fluss Rio Dajabón (auch Rio Masacre genannt) von Haiti abgegrenzt. Der Name des Flusses stammt aus der Kolonialzeit, als sich das Wasser des Flusses durch das Blut der Kämpfer rot färbte.  1776 wurde die Grenze zwischen dem spanischen und dem französischen Hispaniola festgelegt, die im Wesentlichen der heutigen Grenze zwischen Haiti und der Dominikanischen Republik entspricht. 1936 verübte Truijlo an gleicher Stelle ein Massaker an Haitianern, und das Wasser des Flusses färbte sich erneut durch das Blut der Getöteten rot. 
Die umliegenden Provinzen sind Monte Cristi, Santiago Rodríguez und Elías Piña.

## Wirtschaft
Wie in allen Provinzen, ist auch in Dajabón die Agrarwirtschaft nicht wegzudenken. Neben lokalen Produkten werden auch Tabak  und Reis angebaut. Auch die Milcherzeugung ist von Bedeutung.
Durch die Nähe zu Haiti ist der Handel ein wichtiger Faktor in der Wirtschaft geworden.

## Wichtige Städte und Ortschaften
- Dajabón, Provinzhauptstadt
- Loma de Cabrera
- Restauración
- El Pino
- Partido